# キヤノン キヤノネットシリーズ
キヤノネットシリーズはキヤノンが1961年から発売した銀塩コンパクトカメラのシリーズである。135フィルムを使用し24×36mm（ライカ）判。

## 製品一覧

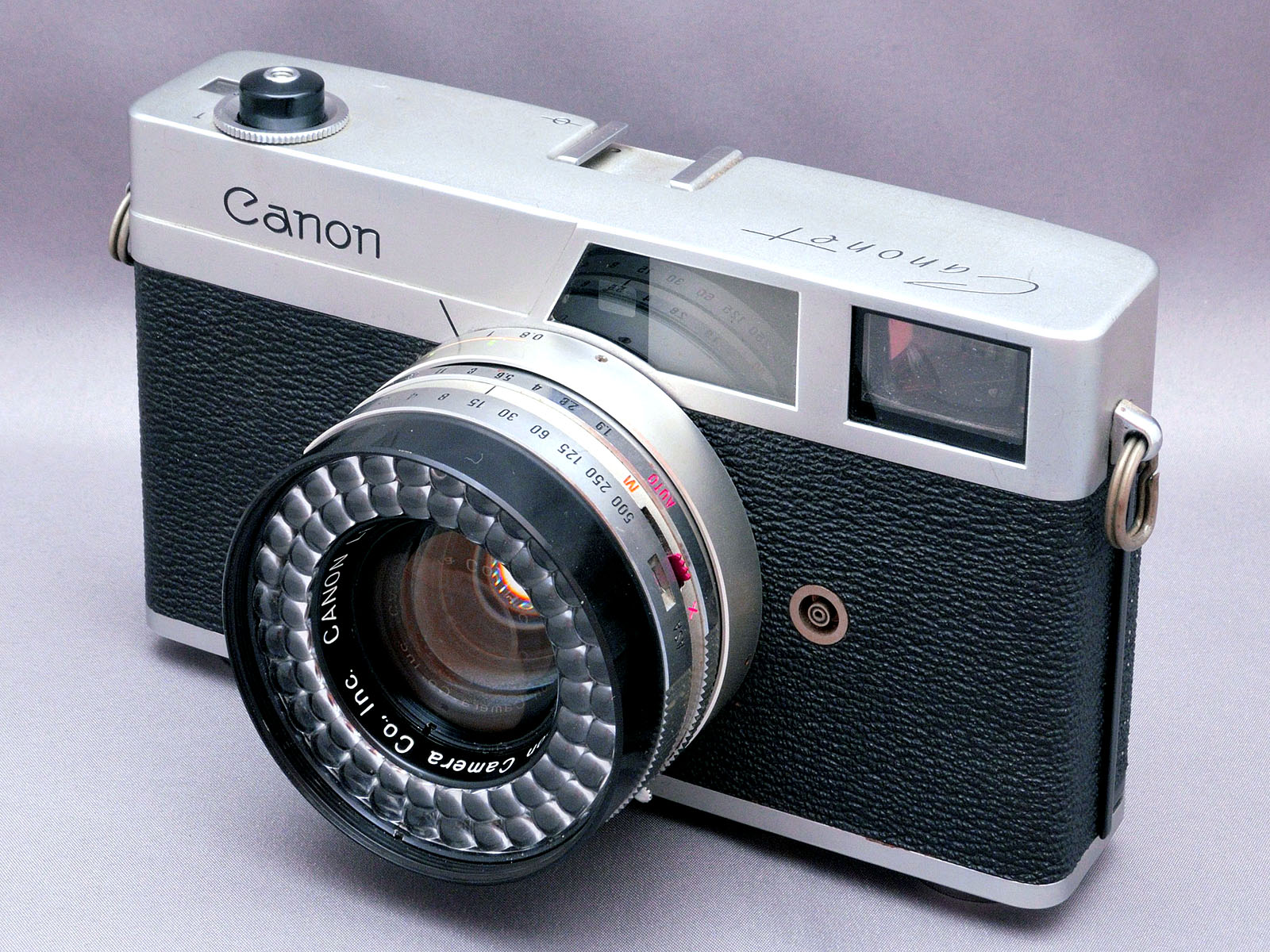
キヤノネット

- キヤノネット（1961年1月発売） - キヤノンの最初のコンパクトカメラ。大口径レンズにセレン光電池によるシャッター速度優先AEの距離計連動式、底部トリガー巻上げ方式。マニュアル露出も可能だが、露出計は停止する。当時の家庭用カメラとしてほぼ最高の性能を持っていたが、キヤノンの社員たちが自分たちの月給で買えるカメラを望んだことから、18,800円という性能に比して非常に安価なカメラに仕上がった[1]。距離計連動、シャッター速度AE機構を搭載して2万円を切ったキヤノネットは爆発的な大ヒットとなった。発売直後は2週間分と見積もっていた在庫が数時間で売り切れ社会現象にまでなった。一方カメラ業界からはダンピングであるという批判の声が上がった。キヤノネットの登場はカメラの低額化・高機能化に付いていけなくなった多くのカメラメーカーが倒産・撤退するきっかけとなった。レンズはキヤノンレンズSE45mmF1.9、シャッターはコパルSV 1～1/500秒。
- キヤノネットジュニア（1963年4月発売）- プログラムAE、目測ピントあわせ方式の普及機。マニュアル露出は不可。小型化のためスプールのみでフィルムを巻き上げ、フィルムが送られることによってシャッターをチャージするためフィルムを入れないとシャッターが切れない。この機構は巻き上げスリップが多発したため、後継機種では使われなかった。
- キヤノネットS（1964年10月発売）- シャッター速度優先AEの距離計連動カメラ。キヤノネットの巻き上げレバーを一般的なカメラ上部に移動し、露出計をセレン光電池式からCdS素子方式に変更した機種。レンズもキヤノンレンズ45mmF1.7に変更された。
- キヤノネットQL17（1965年3月発売） - キヤノネットSをベースにQL（クイックローディング）機構を搭載しフィルムをスプールに噛ませることなく装填出来るシャッター速度優先AEの距離計連動カメラ。レンズはキヤノンレンズSE45mmF1.7。
- キヤノネットQL19（1965年3月発売） - シャッター速度優先AEの距離計連動カメラ。キヤノネットQL17のレンズをキヤノンレンズSE45mmF1.9に変更した機種。
- キヤノネットQL25（1965年10月発売） - シャッター速度優先AEの距離計連動カメラ。キヤノネットQL17のシャッターから1/15秒以下の低速秒時とM接点シンクロ端子を外し、レンズをキヤノンレンズSE45mmF2.5に変更した機種。
- キヤノネットQL19E（1965年11月発売） - キヤノネットQL19のコパルSVシャッターをセイコーシャSE電子プログラムシャッターに変更したプログラムAE距離計連動カメラ。マニュアル露出は不可能。セイコーシャSEは故障の多いシャッターであったため、短期間で販売中止となった。輸出向け生産分はバッテリーチェッカーが省略されていた。
- キヤノネット28（1968年12月発売）/ベル&ハウエル オート35/28（1969年1月発売）- セレン光電池によるプログラムAEのゾーンフォーカス式カメラ。ほかのキヤノネットシリーズカメラとはまったくデザインが異なる。当時アメリカで急速に普及していたフラッシュキューブ用のソケットをカメラ上部に装備する。シャッターはセイコーLAプログラム、レンズはキヤノンレンズ40mmF2.8。マニュアル露出はできず、アクセサリーシュー、セルフタイマーはない。このカメラを元に米ベル&ハウエル向け輸出機種のベル&ハウエル オート35/28も製造された。この輸出モデルは、ゾーンフォーカスではなく簡易距離計のデルタ距離計という機構を装備していた[2]。

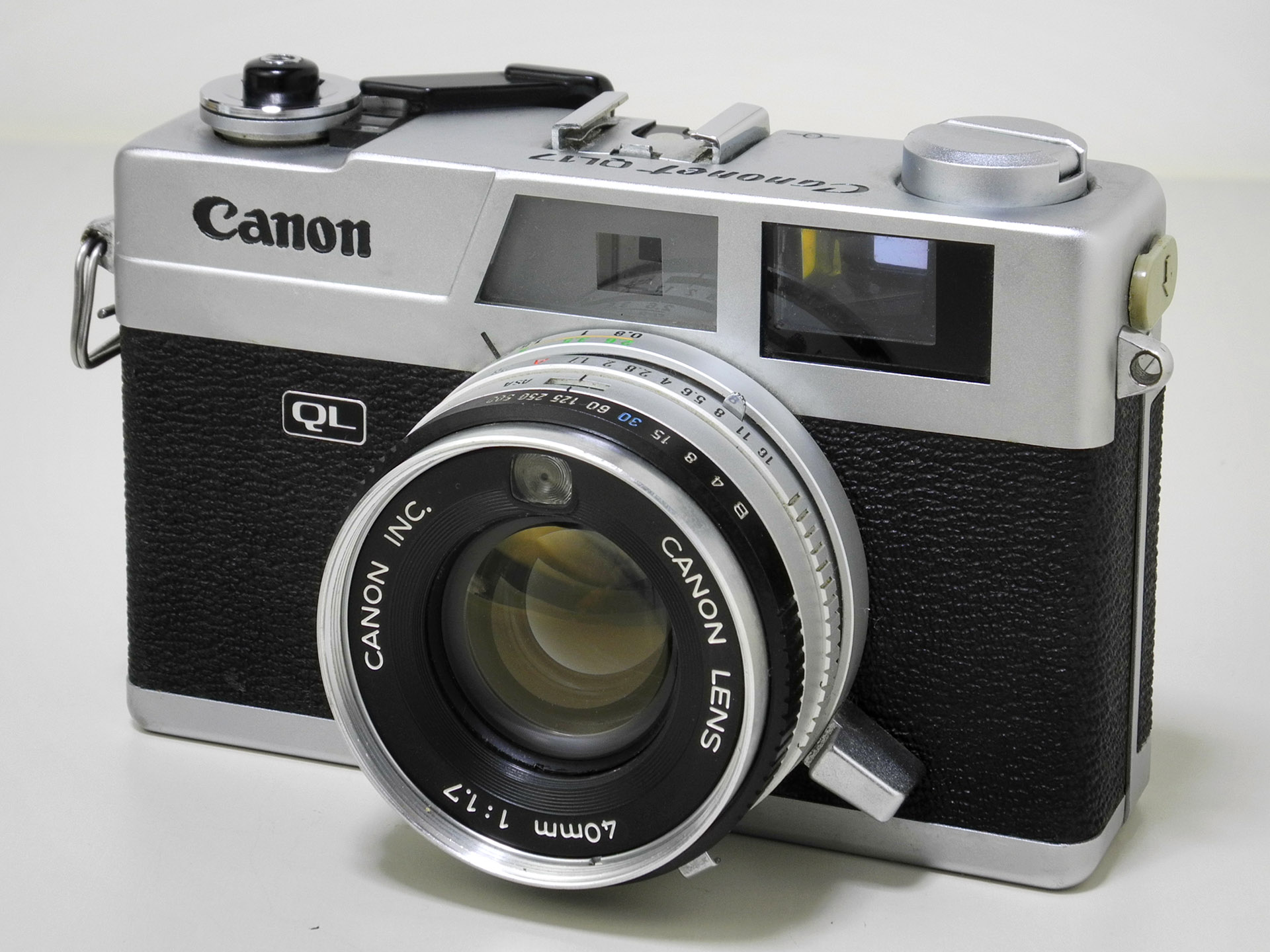
ニューキヤノネットQL17

- ニューキヤノネットQL17（1969年7月発売）/ニューキヤノネットQL17-L（1970年6月発売） - シャッター速度優先AEの距離計連動カメラ。キヤノネットQL17の機能はそのままにサイズを大幅に縮小したリニューアルモデルである。レンズはキヤノンレンズ40mmF1.7になり、シャッターは1/4秒以下の速度が廃止された。後に発売されたニューキヤノネットQL17-Lは、指針式のバッテリーチェッカーを装備したマイナーチェンジ機種。
- ニューキヤノネット28（1971年3月発売） - プログラムAEの距離計連動カメラ。ニューキヤノネットQL17をベースにシャッターをプログラムシャッターに、レンズをキヤノンレンズ40mmF2.8に変更し、QL機構は省略された。マニュアル露出はできない。
- ニューキヤノネットQL19（1971年5月発売）- ニューキヤノネットQL17のレンズをキヤノンレンズ40mmF1.9に交換した機種。後継機発売までの短期間のみ製造された。

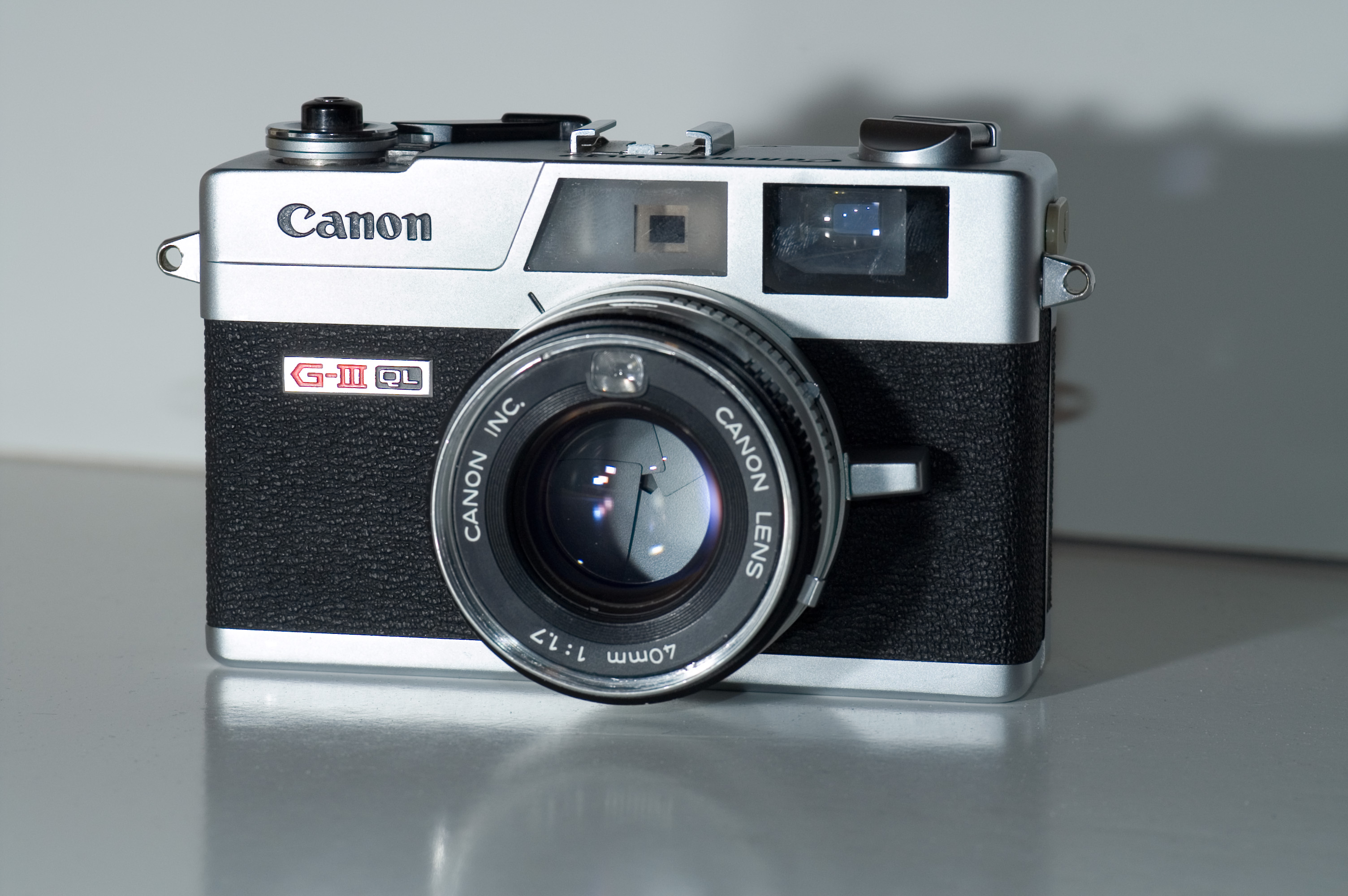
キヤノネットG-III17

- キヤノネットG-III17（1972年3月発売） - シャッター速度優先AEの距離計連動カメラ。ニューキヤノネットQL17-Lのバッテリーチェックを指針式からランプ式に変更した機種。キヤノネットの最終機種である。レンズはキヤノンレンズ40mmF1.7。
- キヤノネットG-III19（1972年3月発売） - シャッター速度優先AEの距離計連動カメラ。ニューキヤノネットQL17-Lのレンズをキヤノンレンズ40mmF1.9に変更した機種。バッテリーチェックはランプ式ではない。